# Embalse de Pedrógão
El embalse de Pedrógão (en portugués: albufeira de Pedrógão) es una obra de ingeniería hidroeléctrica construida en el curso bajo del río Guadiana. La presa se sitúa a 2 km de la localidad de Pedrógão, de la que toma el nombre, en el distrito de Beja, Alentejo, Portugal.
La construcción de la presa de Pedrógão comenzó en 2002 y finalizó en 2005. Se trata de una presa de gravedad, de hormigón compactado con una altura de 43 metros sobre cimientos y una longitud de coronación de 448 metros. El embalse resultante tiene una capacidad total de 106 millones de metros cúbicos de agua y cubre una superficie de aproximadamente 11,04 km². Además de su función como embalse inferior para la central hidroeléctrica de bombeo de la presa de Alqueva, la presa de Pedrógão también cuenta con una central hidroeléctrica propia con una capacidad instalada de 10 MW, que genera una producción media anual de 45 GWh.
Los estudios realizados antes de la construcción de la presa identificaron las especies de peces que se encuentran en el río Guadiana y las rutas que siguen dentro del río. Se identificaron varias especies de la mayor familia de peces de agua dulce, los ciprínidos, como barbos y bogas autóctonos y algunas especies endémicas de la región. El estudio reveló que los peces migran dentro del río con fines reproductivos, prefiriendo los lechos de grava aguas arriba para los lugares de desove.
El embalse contribuye a la estabilización del caudal del río Guadiana aguas abajo del embalse de Alqueva y suministra agua para riego en la región. Además de sus funciones técnicas, el embalse y sus alrededores ofrecen oportunidades para el turismo rural y actividades recreativas.